# Friedo Dörfel
Friedo Franz Ferdinand Dörfel (* 19. Februar 1915 in Hamburg; † 8. November 1980 ebenda) war ein deutscher Fußballspieler. Der in der Offensive wie auch in der Defensive gleich leistungsstark einsetzbare Spieler des Hamburger SV kam 1942 zu zwei Einsätzen in der deutschen Fußballnationalmannschaft. Er gewann mit den „Rautenträgern“ in der Gauliga Nordmark 1937, 1938, 1939 und 1941, sowie in der Fußball-Oberliga Nord 1947/48, die Meisterschaft. Friedo Dörfel ist der Vater der zwei Nationalspieler Gert und Bernd Dörfel und jüngerer Bruder des langjährigen HSV-Spielers Richard Dörfel.

## Laufbahn

### Vereine
Als Stürmer begann Friedo Dörfels Karriere bei Viktoria Harburg. Da der Hamburger Papier-Großhändler Wilhelm „Schaute“ Tiemann in den 1930er Jahren talentierte Spieler auf die nördliche Elbseite zum Großverein Hamburger SV vermittelte, schloss sich auch Friedo Dörfel während der Saison 1933/34 dem HSV an. Seine ersten Ligaeinsätze für die „Rautenträger“ absolvierte er 1934/35 in der Gauliga Nordmark, als er an der Seite von Bruder Richard, Rudolf Noack und Karl Politz im Angriff des Vizemeisters in 18 Ligaspielen 14 Tore erzielte. Den ersten Meistertitel errang er 1936/37 und konnte sich deshalb auch erstmals in der Endrunde um die deutsche Fußballmeisterschaft bewähren. Er lief in allen sechs Gruppenspielen gegen Beuthen, Hindenburg Allenstein und BC Hartha im damals üblichen WM-System als rechter Verbinder auf und erzielte sieben Tore. Der HSV belegte überlegen mit 12:0 Punkten den 1. Rang. Das Halbfinalspiel am 6. Juni in Berlin gegen den 1. FC Nürnberg verlor er mit seinen Mannschaftskameraden Walter Warning, Bruder Richard, Erwin Reinhardt, Werner Höffmann, Rudi Noack und Gustav Carstens mit 2:3 Toren.
In den nächsten beiden Runden, 1937/38 und 1938/39, gewann Friedo Dörfel erneut die Meisterschaft mit dem HSV in der Gauliga Nordmark, scheiterte aber auch jeweils in der Endrunde um die deutsche Meisterschaft im Halbfinale. 1938 an Hannover 96 und 1939 an Admira Wien. Er galt als wichtiges Rädchen im Erfolgs-Getriebe des HSV. Er war außergewöhnlich schnell und hatte wahrlich Dynamit in den Füßen: Mit seinen Mannschaftskameraden „Pino“ Danek, Reinhardt und Sikorski nahm er mit Erfolg auch an 4-mal-100-Meter-Wettrennen teil. Zwei Mal besiegten die Kicker sogar die Staffel der HSV-Leichtathleten, die damals zu den besten im Reich gehörten. Ab 1941 war er zeitweise mit Erwin Seeler während des Zweiten Weltkriegs auch als „Gastspieler“ bei Dessau 05 im Einsatz. Im Februar 1944 wurde er als Soldat der Wehrmacht vorübergehend zur Deutschen Turn- und Sportgemeinschaft Przemysl im besetzten Polen abgeordnet.
Während seiner 14 Jahre (1934–1948) beim Hamburger SV wurde der gleichermaßen leistungsstarke Angreifer und Verteidiger vier Mal norddeutscher Meister bzw. Gaumeister der „Nordmark“. 1947 und 1948 gewann er auch die Meisterschaft der britischen Zone. 1947 mit einem 1:0-Erfolg am 13. Juli gegen Borussia Dortmund, wo er mit dem Torschützen Alfred Boller den rechten Flügel bildete. In der Debütsaison der neu eingeführten Fußball-Oberliga Nord, 1947/48, feierte er nach einem 2:1 am 2. Mai 1948 gegen den punktgleichen (je 37:7 Punkte) FC St. Pauli als rechter Verteidiger die Meisterschaft. Am 13. Juni setzten sich er und seine HSV-Mannschaftskameraden mit 6:1 im Finale um die britische Zonenmeisterschaft erneut gegen St. Pauli durch. Das Spiel in der Endrunde um die deutsche Fußballmeisterschaft wurde aber überraschend am 18. Juli 1948 gegen den Südwestvertreter SpVgg. Neuendorf mit 1:2 in Dortmund verloren. Es war sein letztes von insgesamt 27 Endrundeneinsätzen, in denen er 13 Tore für den HSV erzielt hatte.
Friedo Dörfel galt als still und vielseitig. Ein Paradiesvogel, Showman und Spaßvogel – wie sein exzentrischer Sohn „Charly“ – war der besonnene und introvertierte Kopfmensch nicht. Die einzige Extravaganz, die er sich leistete, waren rotgefärbte ungarische Fußballstiefel, sein Markenzeichen. Zum Abschluss seiner Karriere kickte er von 1948 bis 1950 beim Wandsbeker FC.
Friedo hatte sein Abitur gebaut, schloss eine Tischlerlehre ab, ließ sich nebenher zum Bilanzbuchhalter ausbilden und bekam sein Sportlehrer-Diplom mit Prädikat ausgehändigt. Den Fußball beherrschte er in Praxis und Theorie gleichermaßen gut, wie sein Sohn Bernd gerne erzählt: „Vater war ein harter und schneller Spieler, der trotzdem eine gewisse Eleganz ausstrahlte. Er war unser Vorbild und wies uns als Trainer im konstruktiven Sinn auf unsere Fehler hin“. Er war das geistige Oberhaupt der Familie. Die Dörfels wohnten ab 1946 in der Grabestraße in Altona-Altstadt und Vater Friedo sorgte anfangs mit einem Fuhrunternehmen für den Lebensunterhalt der Familie. Später betrieb das Ehepaar Dörfel bis 1962 in Hamburg-Harburg die beliebte Fußballerkneipe „Dörfel’s Eck.“
Nach seiner aktiven Zeit war er Trainer in der Oberliga Nord beim Harburger TB 1865, Bremer SV und dem VfB Lübeck. In der Spielerstatistik des Hamburger SV wird Friedo Dörfel von 1934 bis 1948 mit insgesamt 225 Einsätzen und 103 Toren geführt.
Irrtümlicherweise wird Friedo Dörfel auch der Vorname Friedrich zugeschrieben. Laut Pass trug er jedoch nur die angegebenen Namen.

### Auswahlmannschaften
Im Auswahlteam der Nordmark hatte Friedo Dörfel in den Wettbewerben 1939/40 bis 1941/42 um den Reichsbundpokal bereits nachhaltig in Spielen gegen Sachsen, Danzig/Westpreußen, Südwest, Niederschlesien und Köln/Aachen auf sich aufmerksam gemacht, ehe er von Reichstrainer Sepp Herberger vor dem Länderspiel am 12. April 1942 in Berlin gegen Spanien zum Vorbereitungslehrgang eingeladen wurde. Nachdem er im Testspiel über 100 Minuten in Wuppertal gegen eine Kölner Auswahl bei einem 9:1-Erfolg auf Rechtsaußen überzeugt hatte, debütierte der Hamburger im Länderspiel gegen Spanien in der deutschen Fußballnationalmannschaft. Vor 80.000 Zuschauern trennten sich die zwei Teams mit 1:1 und der deutsche Angriff hatte in der Besetzung Dörfel, Karl Decker, Edmund Conen, Fritz Walter und Ludwig Durek überzeugt. Einen Monat später, am 3. Mai, trat Herberger mit der gleichen Formation zum Länderspiel in Budapest gegen Ungarn an. In der 70. Minute brachte Dörfel die deutsche Mannschaft mit 4:3 in Führung und das Spiel endete mit 5:3 für die DFB-Elf.
Weitere Länderspielberufungen folgten nicht mehr. Auf seinen Paradepositionen, Rechtsaußen und rechter Verteidiger, hatte Herberger mit Ernst Lehner und Paul Janes die Rekordspieler dieser Generation zur Verfügung.